# 香港道教聯合會圓玄學院第三中學
香港道教聯合會圓玄學院第三中學（英語：HKTA The Yuen Yuen Institute No.3 Secondary School，簡稱：YY3、圓玄三中），是一間位於將軍澳的津貼男女文法中學，由香港道教聯合會於1998年創辦，並由圓玄學院捐資建校。
值得一提的是，此校校舍連同鄰近的兩座靈活式校舍，是英屬香港時代最後一批動工的標準型校舍，於1997年5月動工，均由榮懋建築承建。

## 校訓
「明道立德」
　

## 辦學宗旨
學校秉承母會「以道為宗，以德為化，以修為教，以仁為育」的辦學宗旨，推行「道化教育」，並以「明道立德」為校訓，透過品德和學業兼備的全人教育，使學生在德、智、體、群、美各方面都得到全面發展。

## 道化教育
「以道為宗　以德為化　以修為教　以仁為育」

## 歷屆校長
- 李世基先生（任期：1998年 - 2019年） 為香港道教聯合會圓玄學院第三中學的創校校長，擔任校長一職達廿一年，至2019年8月榮休。
- 賴俊榮先生（任期：2019年至今） 2019年9月起出任第二任校長。

## 學校設施
- 全校教室均已安裝空調設備。
- 全校教室均配備聯網電腦、投影機、屏幕、擴音機及中央廣播系統，無線網絡已覆蓋全校。
- 全校共有兩間電腦室、課室二十五間、輔導教學室七間、特別室十六間、美術電腦輔助創作室、圖像設計科技創作室、校園電視台、天象影院、體適能訓練中心、室內賽艇訓練中心、公路單車訓練中心、科學協作互動實驗室、通識及專題研習中心、演講室、禮堂、圖書館、中文閣、英語角、舞蹈室、流行樂隊室、專業錄音室、學生活動中心、「上善若水」太陽能瀑布、太極水池、家長教師會資源中心、冷氣化有蓋操場及露天操場兩個。
- 於2020-2021年度，新增「明道書室」漂書室及視像教學室。

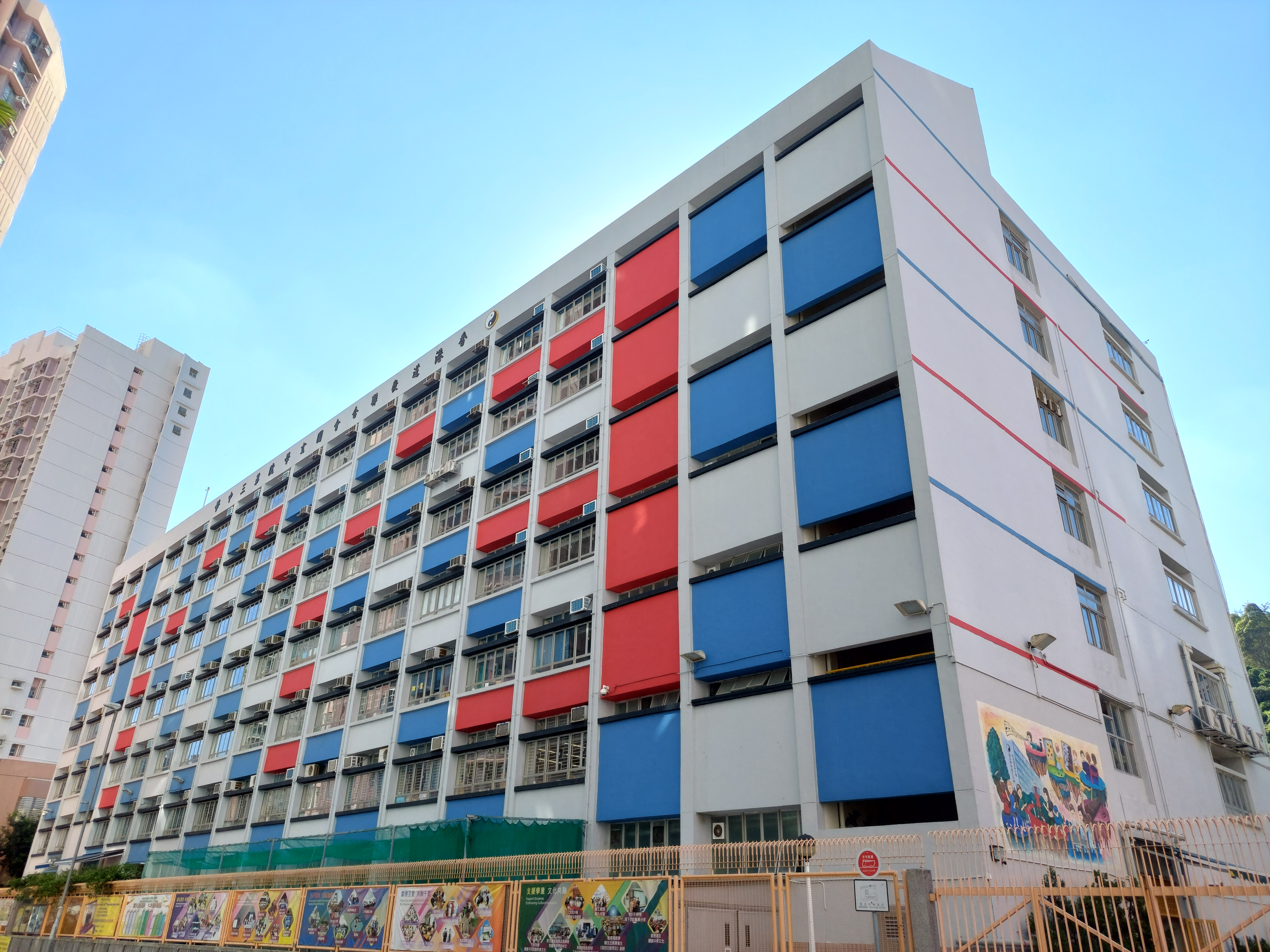
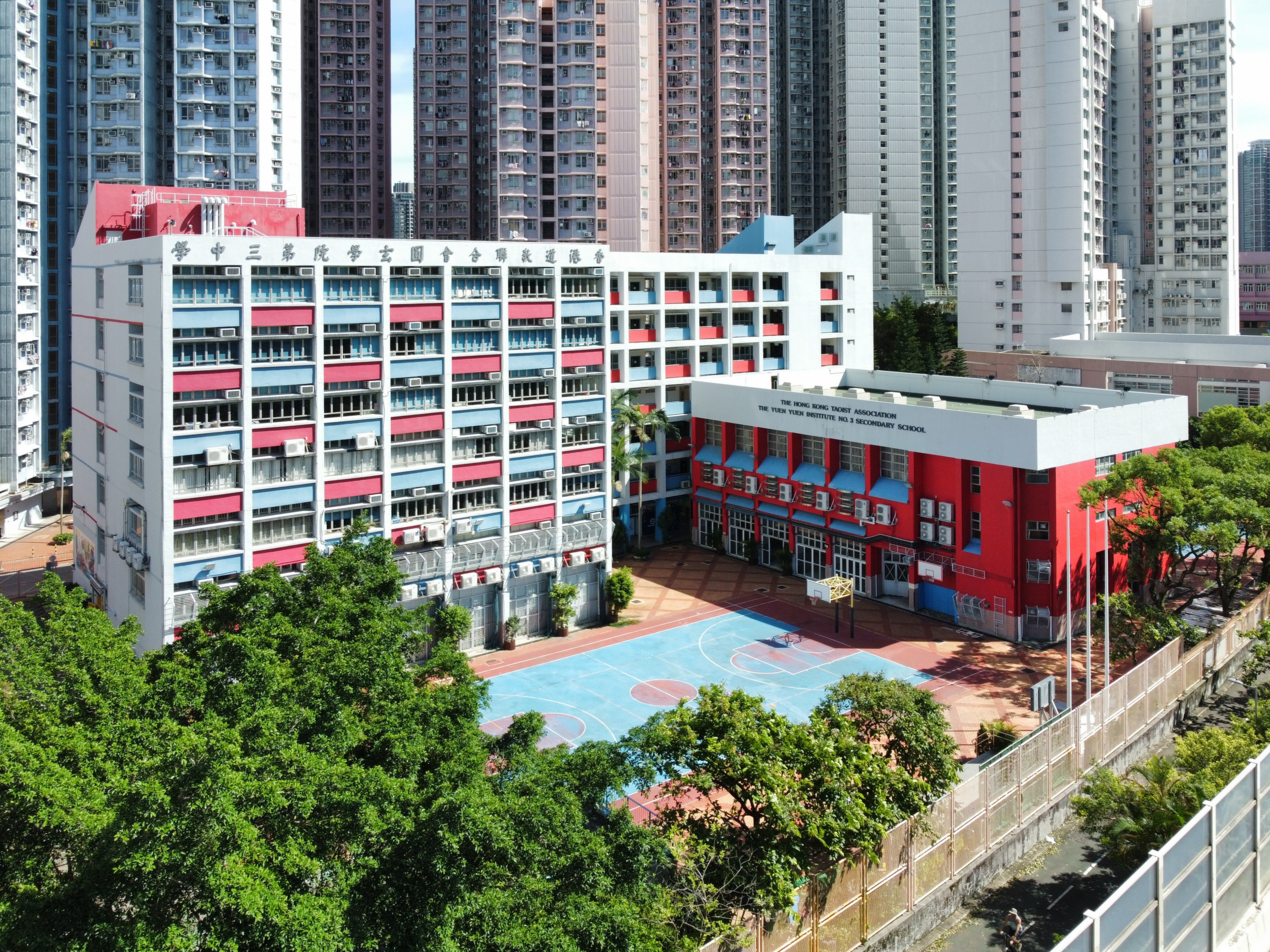
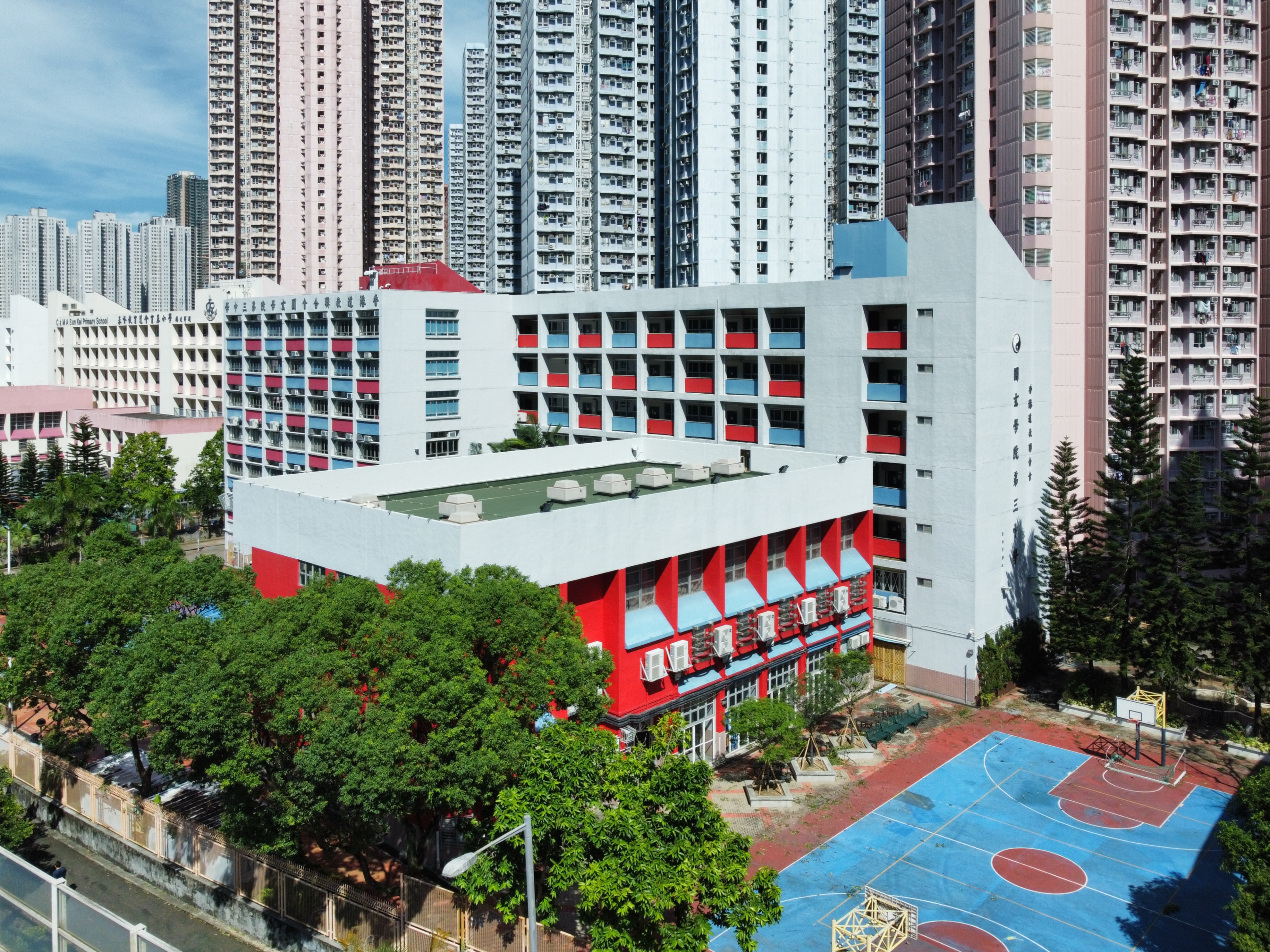

## 班級結構
中一自2022年開始減班，現存共21班。

## 課程結構
初中：
- 以中文為教學語言：中國語文、數學、通識教育、普通話、中國歷史、地理（中三）、歷史（中三）、電腦、綜合科學、宗教倫理、視覺藝術、音樂、設計與科技、家政、體育、公民教育、STEM增潤課（中一、中二）
- 以英文為教學語言（部份科目只限於外籍學生）：英文、通識教育、數學、綜合科學、電腦、歷史（中三）、地理（中三）

（每級一些班別推行教學微調語言政策，部分科目及部分單元使用英語教授）
高中：
- 必修科目：中國語文、英國語文、數學、通識教育、宗教倫理（只供本地學生修讀）、體育、藝術教育（高中一）
- 選修科目：歷史、中國歷史（只供本地學生修讀）、地理、中國文學（只供本地學生修讀）、企業會計與財務概論、經濟、化學、生物、物理、視覺藝術、資訊及通訊科技、旅遊與款待、數學延伸課程單元（二）、應用學習課程（高中二及三）

## 傑出校友
- 沈愛琳：香港女演員
- 陳至鋒：香港賽艇代表隊成員

## 外部連結
- 香港道教聯合會圓玄學院第三中學網頁 （页面存档备份，存于）
- 學校簡介 （页面存档备份，存于）
- 學校宣傳短片 （页面存档备份，存于）
- VR/360校園導覽 （页面存档备份，存于）